# Бори, Енё

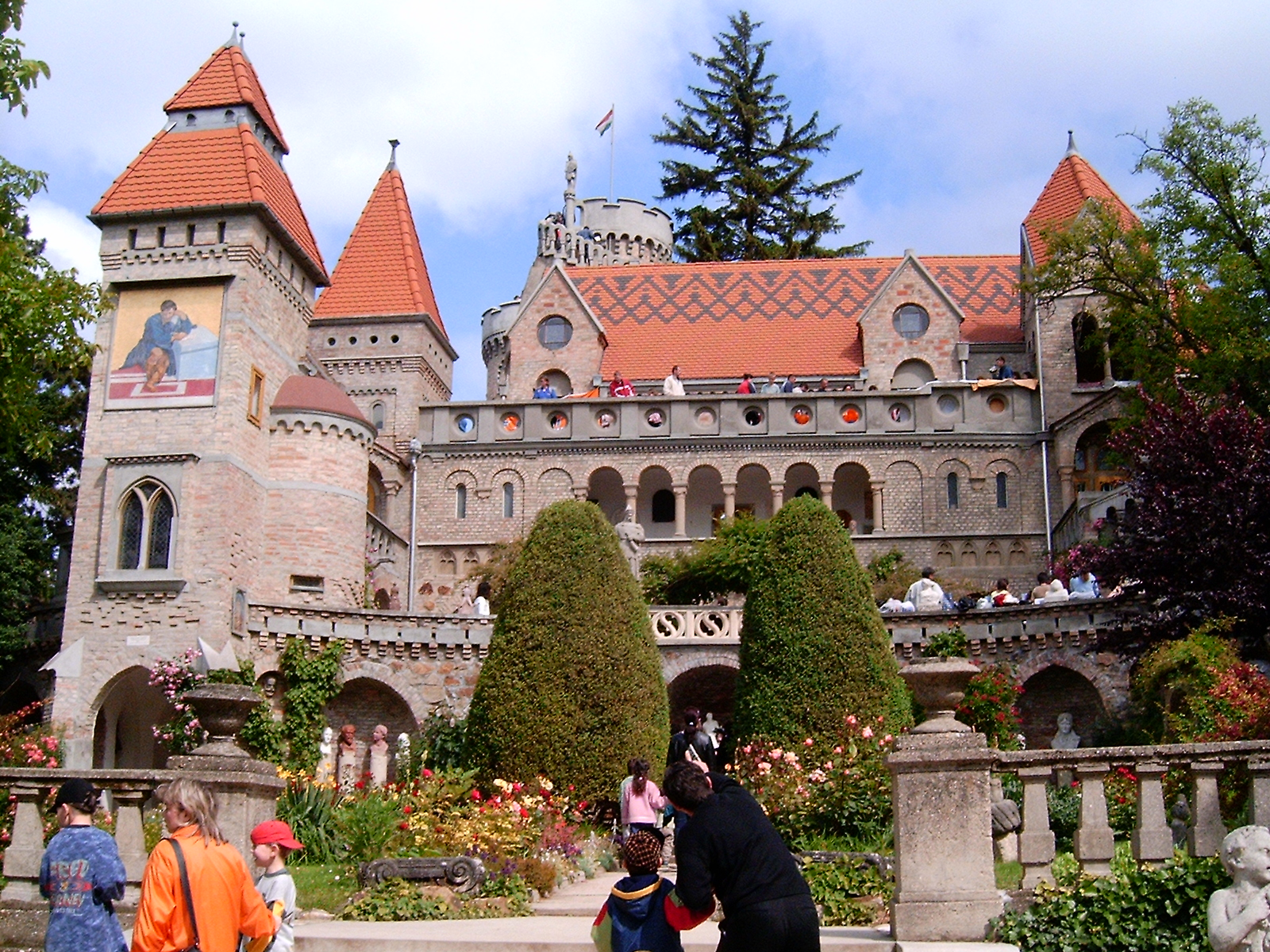
Замок Бори в Секешфехерваре

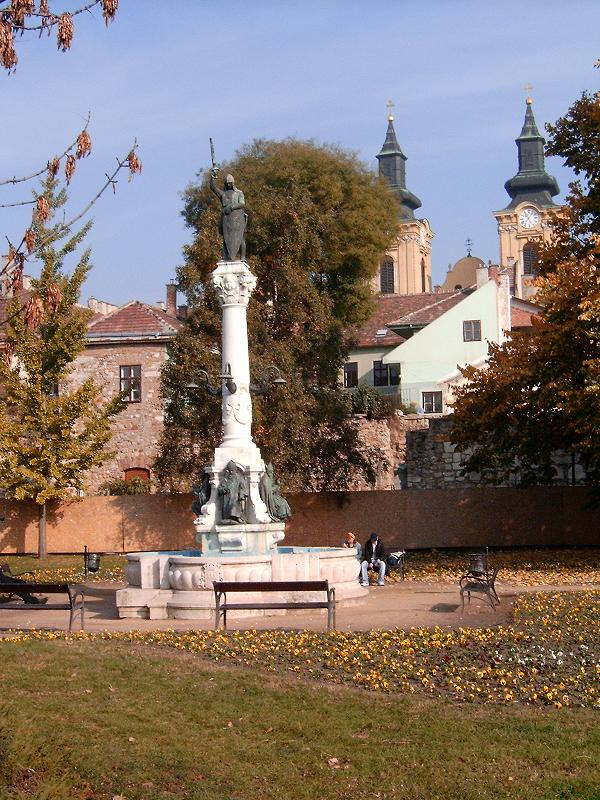
Колонна Бори в Секешфехерваре

Енё Бори (венг. Bory Jenő; 9 ноября 1879, Секешфехервар — 20 декабря 1959, там же) — венгерский архитектор и скульптор, педагог, профессор, ректор Венгерской королевской школы рисования (1943—1945).

## Биография
Сын рабочего-слесаря.
Енё Бори обучался на факультете инженерно-строительной техники в Университете Будапешта. В 1903 году поступил на скульптурное отделение в Венгерскую школу рисования. Ученик по отделению скульптуры А. Штробля и живописи Б. Секея. Затем в течение двух лет путешествовал по Германии и Италии, где знакомился с искусством мраморной скульптуры. В это время познакомился со своей будущей женой, Илоной (1885—1974), которая также была художницей и ученицей Б. Секея.
Во время Первой мировой войны был призван в армию и назначен официальным военным художником в Сараево, за службу награждён орденом Франца-Иосифа.
С 1911 до 1946 года — профессор Венгерской королевской школы рисования, одновременно в 1921—1944 годах — преподаватель Королевского технического университета имени Иосифа (с 1934 года переименован в Венгерский королевский университет технологии и экономики имени Иосифа).
В 1943—1945 годах был ректором Венгерского университета изобразительных искусств.

## Творчество
Автор памятников, целого ряда скульптур и мемориальных плит.
Между 1906—1944 создал более 185 произведений скульптуры, преимущественно в Секешфехерваре и Будапеште. Участвовал в коллективных выставках. Получил несколько национальных и международных премий.
Вершиной творчества Енё Бори считают построенный им замок в Секешфехерваре, который называют замком вечной любви, так как Енё Бори посвятил это творение своей любимой жене Илоне. Строительство замка продолжалось в течение 40 лет, с 1912 по 1959 (с перерывом во время Первой мировой войны). Строительство велось лично Енё Бори вместе с несколькими помощниками.
Замок Бори — единственная из архитектурных достопримечательностей города Секешфехервара, созданная в XX веке. Здание выполнено в эклектичном стиле, но в то же время гармонично. Находится на северо-востоке города, вдали от центра.

## Галерея

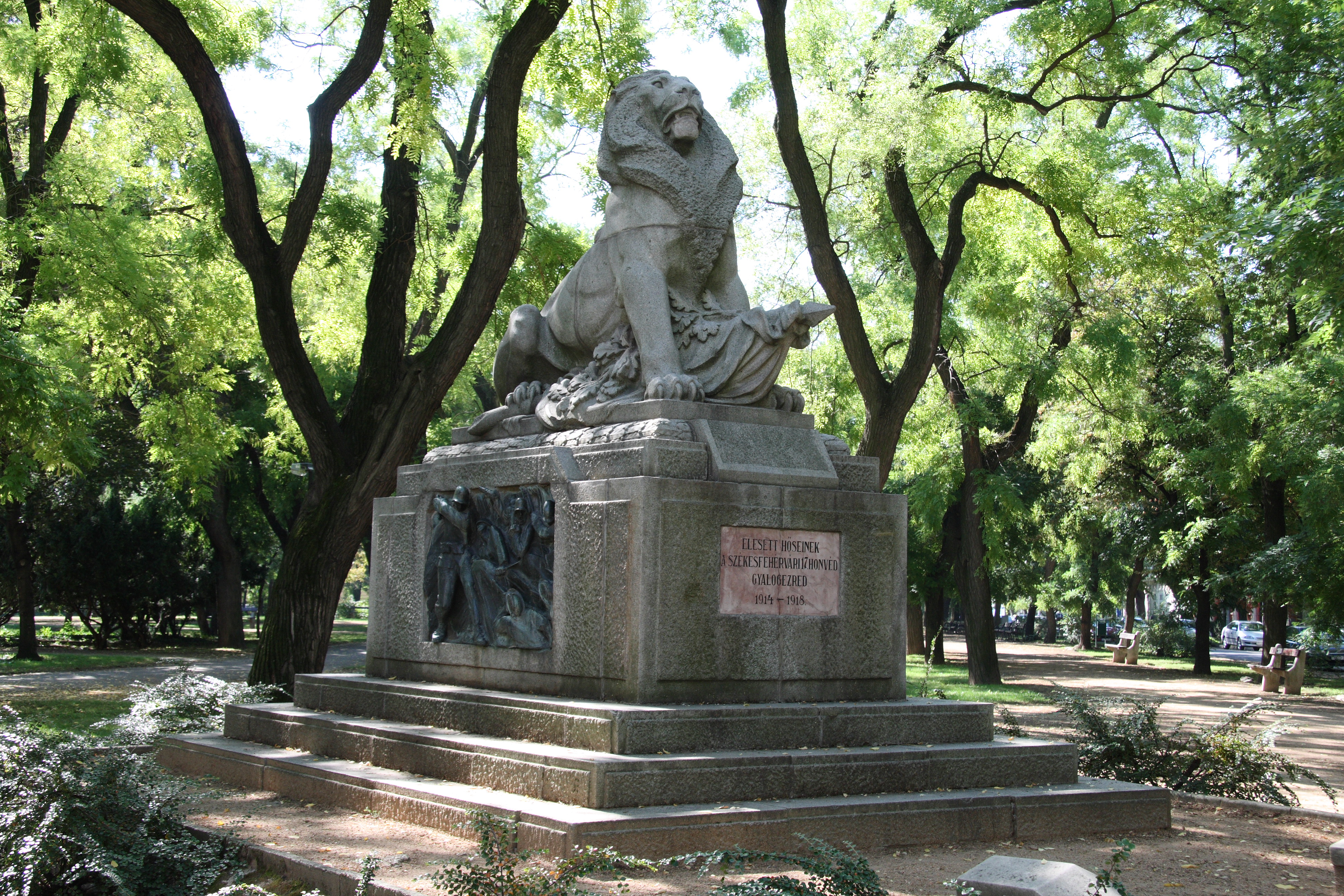
Памятник жертвам Первой мировой войны в Секешфехерваре
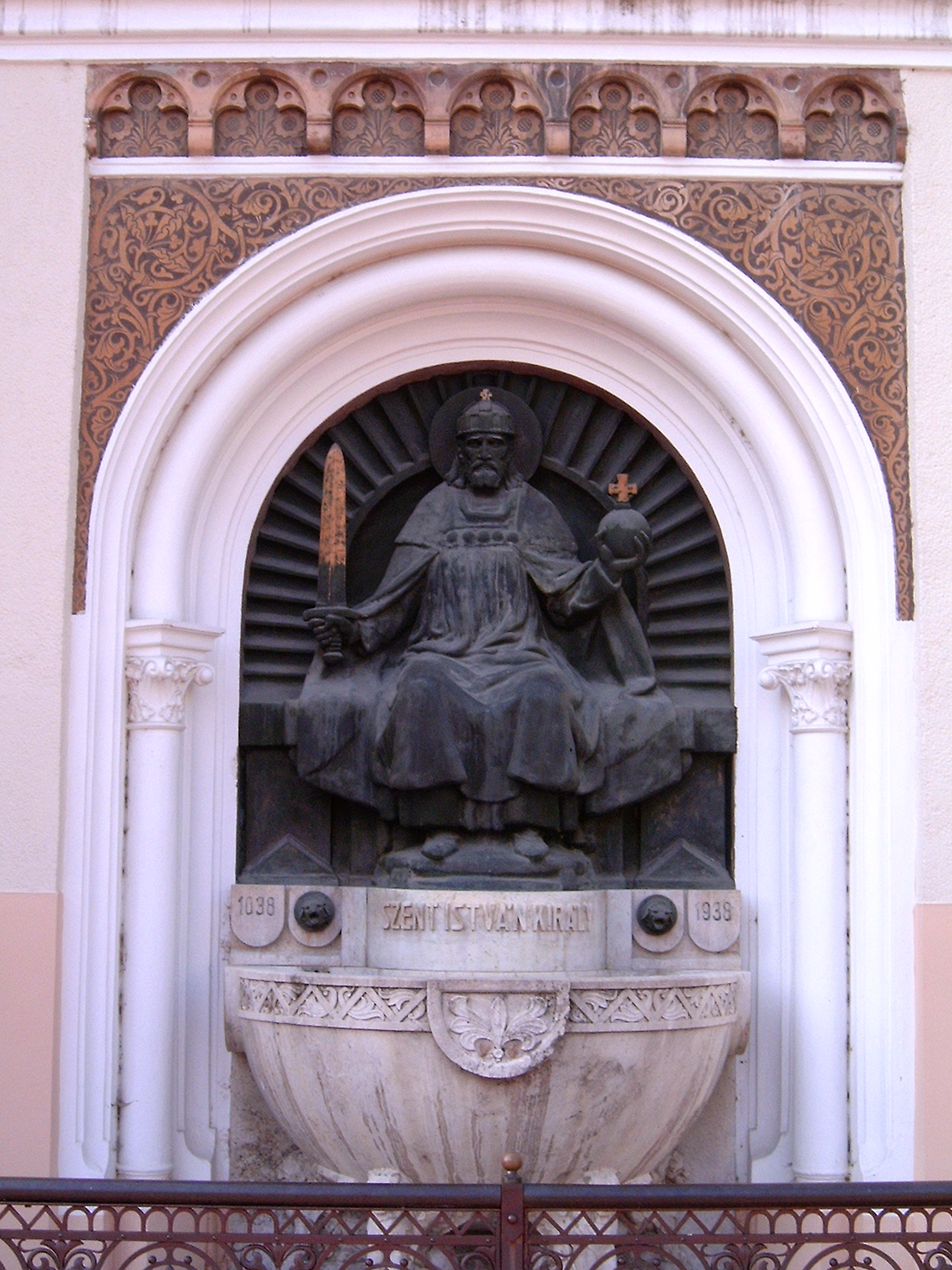
Скульптура на Городском соборе в Капошваре
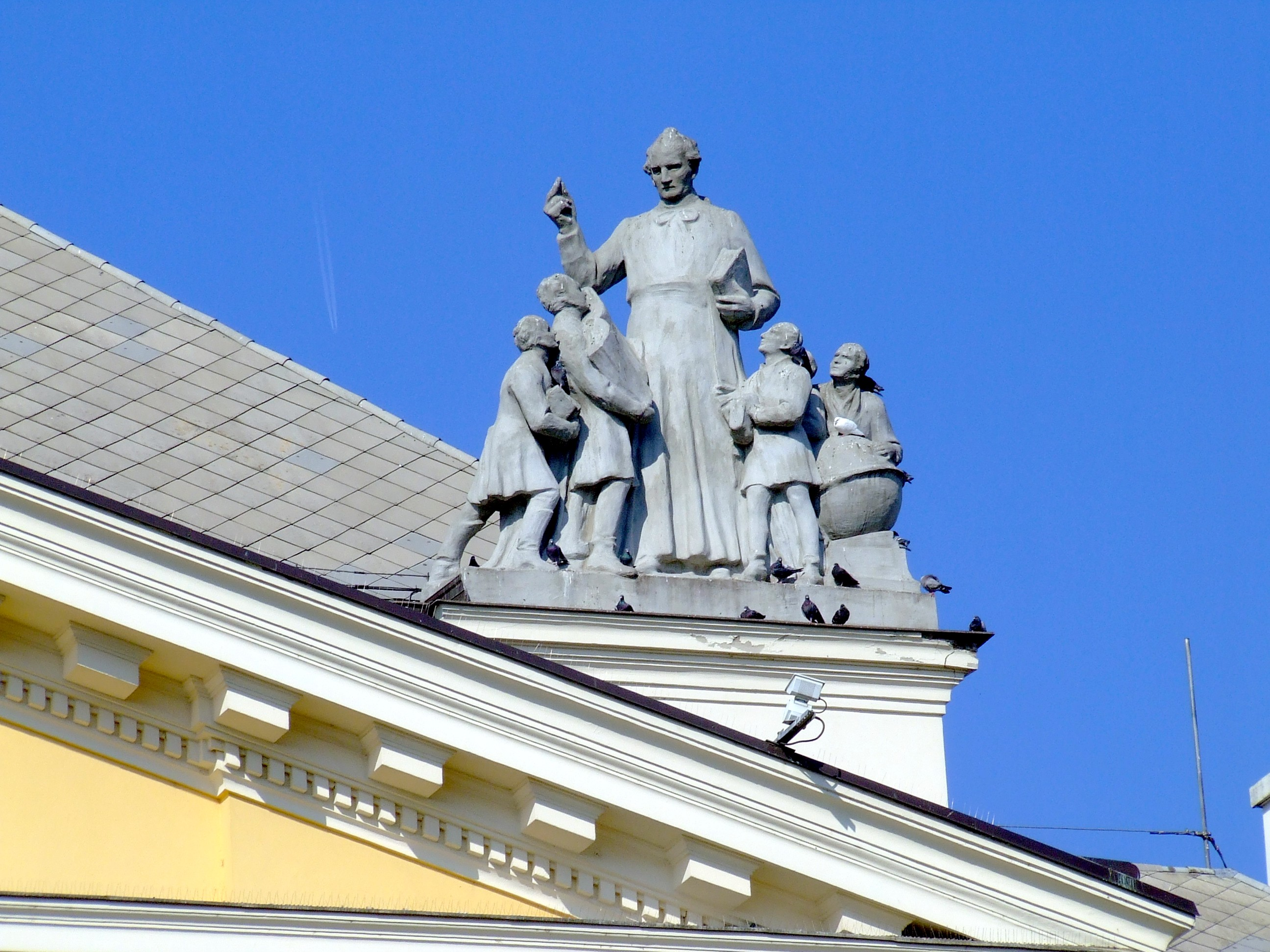
Скульптура на школе пиаристов в Кечкемете
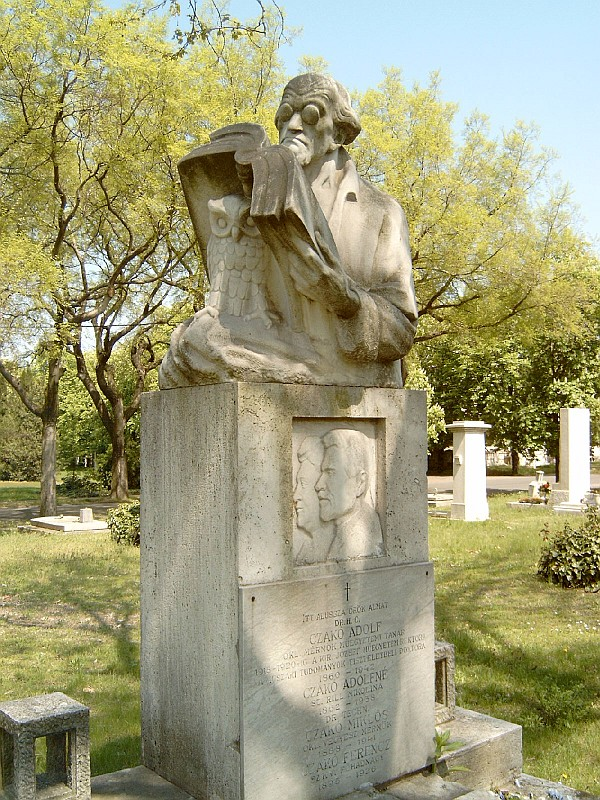